# Дуз-Хотимирский, Фёдор Иванович
Фёдор Иванович Дуз-Хотимирский (13 (25) сентября 1881, Москва, Российская империя — 5 ноября 1965, Москва, СССР) — русский и советский шахматист, международный мастер (1950). Заслуженный мастер спорта СССР (1942). Награждён орденом «Знак Почёта» (1957). Отличник физической культуры (1947).

## Биография
Согласно воспоминаниям самого Дуз-Хотимирского, он родился в Чернигове в 1879 году. Энциклопедический словарь «Шахматы» (М.: Советская энциклопедия, 1990. — С. 117) в числе мест рождения указывает село Козел Черниговской губернии.
Он рано осиротел и, ещё будучи подростком, переехал в Киев. Жил в Никольской слободке, работал помощником бухгалтера, учителем и грузчиком. По свидетельству чемпиона мира Эм. Ласкера, Дуз-Хотимирский окончил духовную семинарию (в 1908—1914 годах Дуз-Хотимирский регулярно общался с Ласкером и несколько раз был у него в гостях, позже они неоднократно встречались во время приездов Ласкера в СССР). Сам Дуз-Хотимирский умалчивал об этом факте своей биографии.
Увлекался астрономией, самостоятельно изучил значительное количество научных работ. В 1901 году пытался получить место в обсерватории, но получил грубый отказ от профессора М. Ф. Хандрикова, её тогдашнего руководителя.
Позднее увлёкся идеями марксизма. В 1905 году во время митинга у здания Киевской городской думы был арестован. 23 октября того же года освобождён по амнистии. Успел одержать последнюю победу в чемпионате Киева. Через несколько дней после окончания турнира в его квартире был проведён обыск, в ходе которого была изъята переписка с шахматистами из других городов. Московская газета «Русское слово» опубликовала заметку об этом событии, в которой было высказано предположение о том, что переписка представляет собой «шифр в общении с политически неблагонадёжными элементами страны». Дуз-Хотимирскому было предписано покинуть Киев в течение 48 часов.
Некоторое время жил в Петербурге, потом — в Москве. В 1908 году давал частные уроки А. А. Алехину.
В конце 1900 — начале 1910-х годов много путешествовал по городам России и Европы. После карлсбадского турнира 1911 года принял решение отойти от шахмат. В течение нескольких лет сыграл только несколько показательных партий, в том числе широко известную партию с Х. Р. Капабланкой и ряд тренировочных партий с Алехиным.
В середине 1910-х годов жил в Петрограде, работал в газете «День».
В 1916 году по состоянию здоровья уехал из Петрограда на Урал. Работал в Богословском горном округе. Вернулся к революционной деятельности: по заданию профсоюзной организации проводил беседы на политические темы с рабочими разных уральских заводов.
В 1918 году был арестован в Екатеринбурге администрацией А. В. Колчака и несколько месяцев провёл в одиночной камере местной тюрьмы. Есть свидетельство, опубликованное в книге Л. Прокеша «Život I Dilo Českego Šachoeho Mistra» (Прага, 1946), что дело Дуз-Хотимирского было передано на рассмотрение в юридическую службу Чехословацкого корпуса. Делом занимался полковник К. Трейбал, известный шахматист, который узнал Дуз-Хотимирского и помог ему избежать расстрела (в книге Прокеша утверждается, что Трейбал вообще отпустил Дуз-Хотимирского из зала суда).
В 1919 году освобождён в результате наступления РККА. В том же году организовал шахматно-шашечную секцию при екатеринбургском отделении Всевобуча, вёл инструкторскую и учебно-методическую работу в Екатеринбурге и на близлежащих заводах.
В 1921 году переехал в Москву. В течение многих лет занимался популяризаторской работой. С 1924 по 1931 годы побывал с лекциями и сеансами одновременной игры на территории почти всех республик СССР. Участвовал в значительном количестве местных и профсоюзных соревнований. Открыл целый ряд молодых способных шахматистов, в том числе узбека А. Ходжаева, участника полуфинала чемпионата СССР 1931 года, и туркмена Т. Тайлиева, первого чемпиона СССР среди колхозников.
С 1939 года и до выхода на пенсию руководил шахматной секцией ДСО «Локомотив».
В Москве жил по адресу Сретенский бульвар, д. 6, кв. № 27, в коммунальной квартире, образовавшейся в результате уплотнения квартиры фармацевта и земского врача А. Г. Венгерова (деда переводчицы Э. В. Венгеровой). Семья Дуз-Хотимирских (он, жена и сын) занимала бывшую комнату прислуги около кухни.

### Семья
Жена (видимо, неофициальная): Софья Ивановна Собесская, полька, уроженка Вильно.
Сын: Владимир Фёдорович Собесский (1915 г. р.), сержант, участник Великой Отечественной войны. Пропал без вести в октябре 1941 года.

### Шахматная деятельность
Научился играть в шахматы самостоятельно в возрасте 19 лет. Практический опыт получил в «Варшавском кафе» в Киеве.
Четырёхкратный чемпион Киева (1899; 1902, 1903, 1905. гг.).
Участник четырёх Всероссийских турниров (1900/1901, 1903, 1905/06 и 1907 гг.), пяти чемпионатов СССР (1923, 1924, 1925, 1927 и 1933; при этом в 1923 и 1927 годах завоевал бронзовые медали).
Участник нескольких сильных по составу международных турниров: Карлсбад (1907 и 1911), Прага (1908), Санкт-Петербург (1909), Гамбург (1910), Москва (1925). В Петербургском международном турнире 1909 отмечен специальным призом за выигранные партии у обоих победителей: А. К. Рубинштейна и Эм. Ласкера. Победа над действующим чемпионом мира Ласкером, одержанная 8 марта 1909 года, сделала его членом символического клуба победителей чемпионов мира М. И. Чигорина.

#### Вклад в теорию дебютов
В 1901 году предложил название «вариант дракона» в сицилианской защите: «Увлекаясь астрономией, изучая звездное небо, я подметил внешнее сходство очертания созвездия Дракона с конфигурацией пешек d6, e7, f7, g6, h7 в сицилианской защите. Эта зрительная ассоциация дала мне повод назвать этот вариант „вариантом дракона“».

## Спортивные результаты
| Год         | Город           | Соревнование                                                               | +  | −  | = | Результат | Место  |
| ----------- | --------------- | -------------------------------------------------------------------------- | -- | -- | - | --------- | ------ |
| 1899        | Киев            | Первенство Киева                                                           |    |    |   |           | 1      |
| 1900 / 1901 | Москва          | Всероссийский турнир                                                       | 4  | 12 | 1 | 4½ из 17  | 15     |
| 1902        | Киев            | Первенство Киева                                                           |    |    |   |           | 1      |
| 1903        | Киев            | Всероссийский турнир                                                       | 5  | 9  | 4 | 7 из 18   | 15     |
|             | Киев            | Первенство Киева                                                           |    |    |   |           | 1      |
| 1905        | Киев            | Первенство Киева                                                           | 14 | 0  | 1 | 14½ из 15 | 1      |
| 1905 / 1906 | Санкт-Петербург | Всероссийский турнир                                                       | 7  | 7  | 2 | 8 из 16   | 8—10   |
| 1907        | Москва          | Международный турнир (двухкруговой, с участием Г. Марко)                   | 4  | 1  | 1 | 4½ из 6   | 1      |
|             | Москва          | Показательный турнир (двухкруговой; с участием М. И. Чигорина)             |    |    |   | 4½ из 8   | 3      |
|             | Лодзь           | Всероссийский турнир                                                       | 4  | 5  | 2 | 5 из 11   | 8—9    |
|             | Карлсбад        | Международный турнир                                                       | 8  | 8  | 4 | 10 из 20  | 11—12  |
| 1908        | Варшава         | Матч с Ф. Маршаллом                                                        |    |    |   | 3 из 6    |        |
|             | Прага           | Международный турнир                                                       | 8  | 8  | 3 | 9½ из 19  | 11     |
| 1909        | Санкт-Петербург | Международный турнир памяти М. И. Чигорина                                 | 5  | 7  | 6 | 8 из 18   | 13     |
|             | Вильно          | Трехкруговой турнир                                                        | 5  | 5  | 5 | 7½ из 15  | 4      |
|             | Санкт-Петербург | Турнир шести шахматистов                                                   |    |    |   |           |        |
| 1910        | Гамбург         | XVII Конгресс Германского шахматного союза                                 | 6  | 5  | 5 | 8½ из 16  | 7—8    |
| 1911        | Карлсбад        | Международный турнир                                                       | 9  | 14 | 2 | 10 из 25  | 22     |
|             | Варшава         | Матч с А. Д. Флямбергом                                                    |    |    |   | 5 : 1     |        |
| 1913        | Санкт-Петербург | Показательная партия с Х. Р. Капабланкой                                   | 0  | 1  | 0 | 0 из 1    |        |
| 1921 / 1922 | Москва          | Первенство Москвы                                                          |    |    |   | 9 из 16   | 7—8    |
| 1922        | Москва          | Матч Москва — Петроград (1-я доска, против Г. Я. Левенфиша)                | 2  | 0  | 0 | 2 из 2    |        |
| 1923        | Петроград       | 2-й чемпионат СССР                                                         | 6  | 3  | 3 | 7½ из 12  | 3—5    |
| 1924        | Москва          | 3-й чемпионат СССР                                                         | 7  | 7  | 4 | 8½ из 17  | 10—11  |
| 1924 / 1925 | Москва          | Первенство Москвы                                                          | 7  | 3  | 7 | 10½ из 17 | 5—7    |
| 1925        | Ленинград       | 4-й чемпионат СССР                                                         | 8  | 4  | 7 | 11½ из 19 | 5      |
|             | Москва          | Международный турнир                                                       | 4  | 12 | 4 | 6 из 20   | 20     |
| 1926        | Ташкент         | Матч с С. Н. Фрейманом                                                     | 5  | 5  | 0 | 5 : 5     |        |
| 1927        | Москва          | 5-й чемпионат СССР                                                         | 10 | 4  | 6 | 13 из 20  | 3—4    |
|             | Ленинград       | Матч Ленинград — Москва (против П. А. Романовского)                        | 0  | 0  | 2 | 1 из 2    |        |
| 1929        | Москва          | Всесоюзный съезд текстильщиков                                             | 8  | 0  | 1 | 8½ из 9   | 1      |
| 1930        | Москва          | Турнир московских мастеров                                                 | 3  | 3  | 1 | 3½ из 7   | 3—5    |
| 1931        |                 | 2-й чемпионат Узбекистана                                                  | 10 | 1  | 1 | 10½ из 12 | 1      |
| 1932        | Москва          | Турнир московских мастеров (двухкруговой)                                  | 6  | 4  | 2 | 7 из 12   | 2      |
| 1933        | Ленинград       | 8-й чемпионат СССР                                                         | 2  | 10 | 7 | 5½ из 19  | 19     |
| 1933 / 1934 | Ленинград       | Первенство Ленинграда                                                      | 3  | 5  | 7 | 6½ из 15  | 12—13  |
| 1934        | Ленинград       | Турнир ленинградских мастеров                                              | 4  | 6  | 3 | 5½ из 13  | 9—10   |
|             | Горький         | Турнир сильнейших шахматистов города                                       | 3  | 2  | 0 | 3 из 5    | 2      |
|             | Иваново         | Турнир сильнейших шахматистов города                                       | 2  | 0  | 3 | 3½ из 5   | 1      |
| 1938        | Минск           | Чемпионат Белорусской ССР                                                  |    |    |   |           |        |
|             | Киев            | Полуфинал 11-го чемпионата СССР                                            | 4  | 8  | 5 | 6½ из 17  | 15—17  |
| 1939        | Москва          | Первенство Москвы                                                          | 3  | 6  | 4 | 5 из 13   | 9—10   |
| 1940        | Ленинград       | Матч Ленинград — Москва ДСО «Локомотив» (1-я доска, против Г. М. Лисицына) | 1  | 0  | 0 | 1 из 1    |        |
| 1941        | Москва          | Первенство Москвы                                                          |    |    |   |           | [ 39 ] |
|             | Ростов-на-Дону  | Полуфинал 13-го чемпионата СССР                                            | 1  | 2  | 2 | 2 из 5    | [ 40 ] |
| 1942        | Москва          | Турнир московских мастеров (двухкруговой)                                  | 4  | 7  | 3 | 5½ из 14  | 7      |
|             | Москва          | Первенство Москвы                                                          | 3  | 12 | 0 | 3 из 15   | 15     |
| 1944        | Москва          | Полуфинал 13-го чемпионата СССР                                            |    |    |   |           |        |
| 1945        | Баку            | Полуфинал 14-го чемпионата СССР                                            | 3  | 9  | 3 | 4½ из 15  | 14     |
| 1946        | Тбилиси         | Полуфинал 15-го чемпионата СССР                                            | 5  | 10 | 2 | 6 из 17   | 15—17  |
| 1947        | Ереван          | Чемпионат Армянской ССР                                                    |    |    |   | 8½ из 11  | 2—4    |
| 1948        | Москва          | Турнир памяти Н. Н. Рюмина                                                 |    |    |   |           | [ 45 ] |
| 1949        | Вильнюс         | Полуфинал 17-го чемпионата СССР                                            | 6  | 9  | 2 | 7 из 17   | 14—15  |
| 1952        | Краснодар       | Четвертьфинал 21-го чемпионата СССР                                        |    |    |   | 7½ из 14  | 9—11   |

## Награды
- Орден «Знак Почёта» (27.04.1957) — «за успехи, достигнутые в деле развития массового физкультурного движения в стране, повышения мастерства советских спортсменов, и успешное выступление на международных соревнованиях»

## Книги
- Избранные партии. — М.: Физкультура и спорт, 1953. — 160 с. (в 1954 — доп. тираж)